# Galgenhumor
Galgenhumor (njem. "šale na vješalima") je vrsta humora koja se smije smrti i ostalim nesretnim događajima. Slična je crnom humoru no postoji razlika. Karakterističan je za osobe koje su same prošle kroz određeno traumatično iskustvo.
Primjerice, postoji priča koja kola i koja bi se mogla nazvati pravim primjerom galgenhumora: Čovjek osuđen na smrt prilazi električnom stolcu. Okreće se zatvorskom službeniku i pita: Ma jeste li Vi uvjereni da je ova stvar sigurna?